# Odilon Kossounou
Kouakou Odilon Dorgeless Kossounou, född 4 januari 2001, är en ivoriansk fotbollsspelare som spelar för Bayer Leverkusen och Elfenbenskustens landslag.

## Klubbkarriär

### Tidiga år
Kossounou spelade ungdomsfotboll i ASEC Mimosas akademi. Han upptäcktes under Gothia Cup 2016 och blev därefter inbjuden att träna med Hammarby IF flera gånger under de följande åren.

### Hammarby IF
Kort efter sin 18-årsdag, den 11 januari 2019, skrev Kossounou på ett fyraårskontrakt med Hammarby IF. Den 18 februari 2019 gjorde han tävlingsdebut i en 3–0-vinst över Varbergs BoIS i gruppspelet i Svenska cupen 2018/2019. Kossounou spelade totalt nio ligamatcher för Hammarby i Allsvenskan 2019.

### Club Brugge
Den 8 maj 2019 värvades Kossounou av belgiska Club Brugge i en övergång med start den 1 juli samma år. Det blev Hammarbys dyraste försäljning genom tiderna samt den dyraste försvararen genom tiderna från Allsvenskan, ett rekord som tidigare var Felix Beijmos övergång från Djurgårdens IF till tyska Werder Bremen. Kossounou blev belgisk mästare under sin första säsong i klubben efter att säsongen blivit avbruten i april 2020 på grund av covid-19-pandemin.

### Bayer Leverkusen
Den 22 juli 2021 värvades Kossounou av Bundesliga-klubben Bayer Leverkusen, där han skrev på ett femårskontrakt.

## Landslagskarriär
Kossounou debuterade för Elfenbenskustens landslag den 8 oktober 2020 i en 1–1-match mot Belgien, där han blev inbytt i den 70:e minuten mot Eric Bailly. Kossounou blev uttagen i Elfenbenskustens trupp till afrikanska mästerskapet 2021.
Den 28 december 2023 blev Kossounou uttagen i Elfenbenskustens trupp till afrikanska mästerskapet 2023. Han var sedan med och blev afrikansk mästare efter att Elfenbenskusten besegrat Nigeria i finalen.

## Meriter
Club Brugge
- Vinnare av Jupiler Pro League: 2019/2020, 2020/2021
- Vinnare av Belgiska supercupen: 2021

 Elfenbenskusten
- Vinnare av Afrikanska mästerskapet: 2023